# Fabara
Fabara – gmina w Hiszpanii, w prowincji Saragossa, w Aragonii, o powierzchni 101,63 km². W 2011 roku gmina liczyła 1255 mieszkańców.